# Яцентій Іван
Яцентій Іван (1896—1970) — керівний діяч Українського Євангельського Об'єднання в Північній Америці (УЄО), родом з с. Чернова на Рогатинщині.
Після переїзду до США здобув освіту в Блумфілдській Семінарії (Нью-Джерсі). Спочатку пастор у м. Пассейк (Нью-Джерсі), з 1939 — в Українській Пресвітерській церкві в Ошаві (Онтаріо, Канада). На Соборі УЄО в Нью-йорку 1926 року обраний заступником голови УЄО, з 1947 голова Управи УЄО. Діальний член КУК в Ошаві, з 1967 також член Секретаріату СКВУ.